# Physalis margaranthoides
Physalis margaranthoides är en potatisväxtart som beskrevs av Henry Hurd Rusby. Physalis margaranthoides ingår i släktet lyktörter, och familjen potatisväxter. Inga underarter finns listade i Catalogue of Life.